# الحياة البرية في إسواتيني

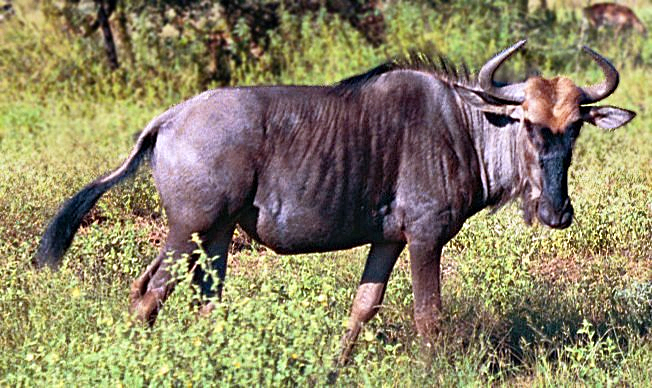
نو أزرق

الحياة البرية في إسواتيني تتشكل من الحيوانات والنباتات. البلد يضم 107 نوعاً الثدييات و507 نوعاً من الطيور.